# USS Tripoli (LHA-7)
USS Tripoli (LHA-7) – amerykański okręt desantowy typu America. Budowa drugiego okrętu typu America rozpoczęła się w 2014. Jest to trzecia jednostka w historii United States Navy nosząca imię dla uczczenia stoczonej w 1805 bitwy o Darnę, będącej częścią I wojny berberyjskiej.

## Projekt i budowa
Projekt USS „Tripoli” bazuje na doświadczeniach zdobytych przy budowie i eksploatacji okrętów desantowych typu Wasp, a w szczególności ostatniego okrętu tego typu USS „Makin Island”. Najważniejszą zmianą w porównaniu do starszych okrętów była rezygnacja z wbudowanego doku służącego do dostarczania małych pojazdów desantowych. Zaoszczędzone miejsce wykorzystano na zwiększenie możliwości operacji lotniczych z pokładu okrętu .

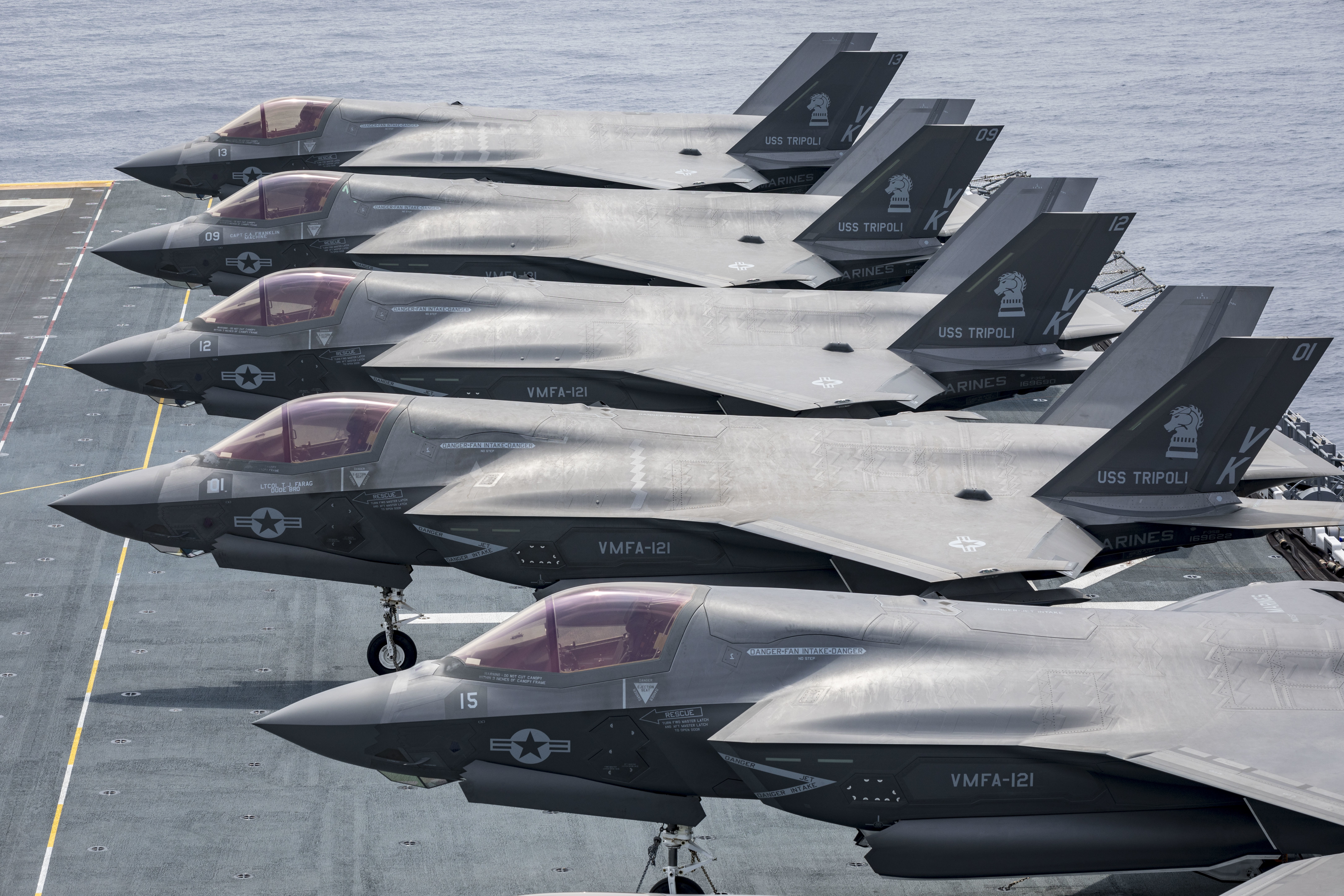
F-35B na pokładzie „Tripoli”

Zamówienie na USS „Tripoli” zostało złożone 31 maja 2012. Rozpoczęcie budowy nastąpiło 20 czerwca 2014 w stoczni Ingalls Shipbuilding w Pascagoula w stanie Missisipi . 1 maja 2017 okręt został zwodowany , zaś 16 września 2017 w Pascagoula odbyła się uroczystość chrztu okrętu . Okręt wszedł do służby w US Navy 15 lipca 2020, zaś jego grupa lotnicza w komplecie wyposażona jest w należące do korpusu piechoty morskiej samoloty F-35B